# Bibi Russell
Bibi Russell (bengalski: বিবি রাসেল ur. 1950 w Ćottogram w Bangladeszu) – banglijska projektantka mody i była modelka.

## Życiorys
Studiowała w London College of Fashion, broniąc dyplom w 1975 roku. W latach 1978–1993 pracowała jako modelka dla różnych magazynów, w tym dla Vogue i Cosmopolitan. Pracowała też jako modelka na pokazach mody dla marek takich jak: Yves Saint Laurent, Kenzo, Karl Lagerfeld i Giorgio Armani. Po powrocie do Bangladeszu w 1994 roku otworzyła własny dom mody Bibi Productions. W jej projektach widać silny wpływ rdzennej kultury bengalskiej.
W 1996 roku w Paryżu, dzięki pomocy UNESCO, zorganizowała swój pierwszy europejski pokaz mody zatytułowany Weavers of Bangladesh. Pokaz odbył w siedzibie głównej UNESCO w Paryżu. We współpracy z UNESCO zaprezentowała jeszcze kilka pokazów w Europie, w tym na London Fashion Week. W 2004 roku założyła firmę, zatrudniając do tej pory 35.000 tkaczy w wiejskich rejonach Bangladeszu.
Dzięki wsparciu Federico Mayora marka Bibi zyskała wsparcie pod hasłem „Moda na rzecz rozwoju”. Jej przedsiębiorstwo zdobyło wiele nagród.
Za jej wkład w likwidowaniu ubóstwa, poprzez wspieranie kreatywności i stworzeniu mody na ręcznie tkane materiały, została uhonorowana tytułem Artysty UNESCO na rzecz Pokoju.